# Municipio de Mountain (condado de Jackson, Carolina del Norte)
Mountain Township es un municipio del condado de Jackson, Carolina del Norte, Estados Unidos. Según el censo de 2020, tiene una población de 529 habitantes.
Es una subdivisión exclusivamente geográfica, por cuanto el estado de Carolina del Norte ya no utiliza la herramienta de los townships como gobiernos municipales.

## Geografía
Está ubicado en las coordenadas 35°12′23″N 83°11′9″O / 35.20639, -83.18583 (35.206505, -83.185733).